# Liste der Stolpersteine auf Schouwen-Duiveland

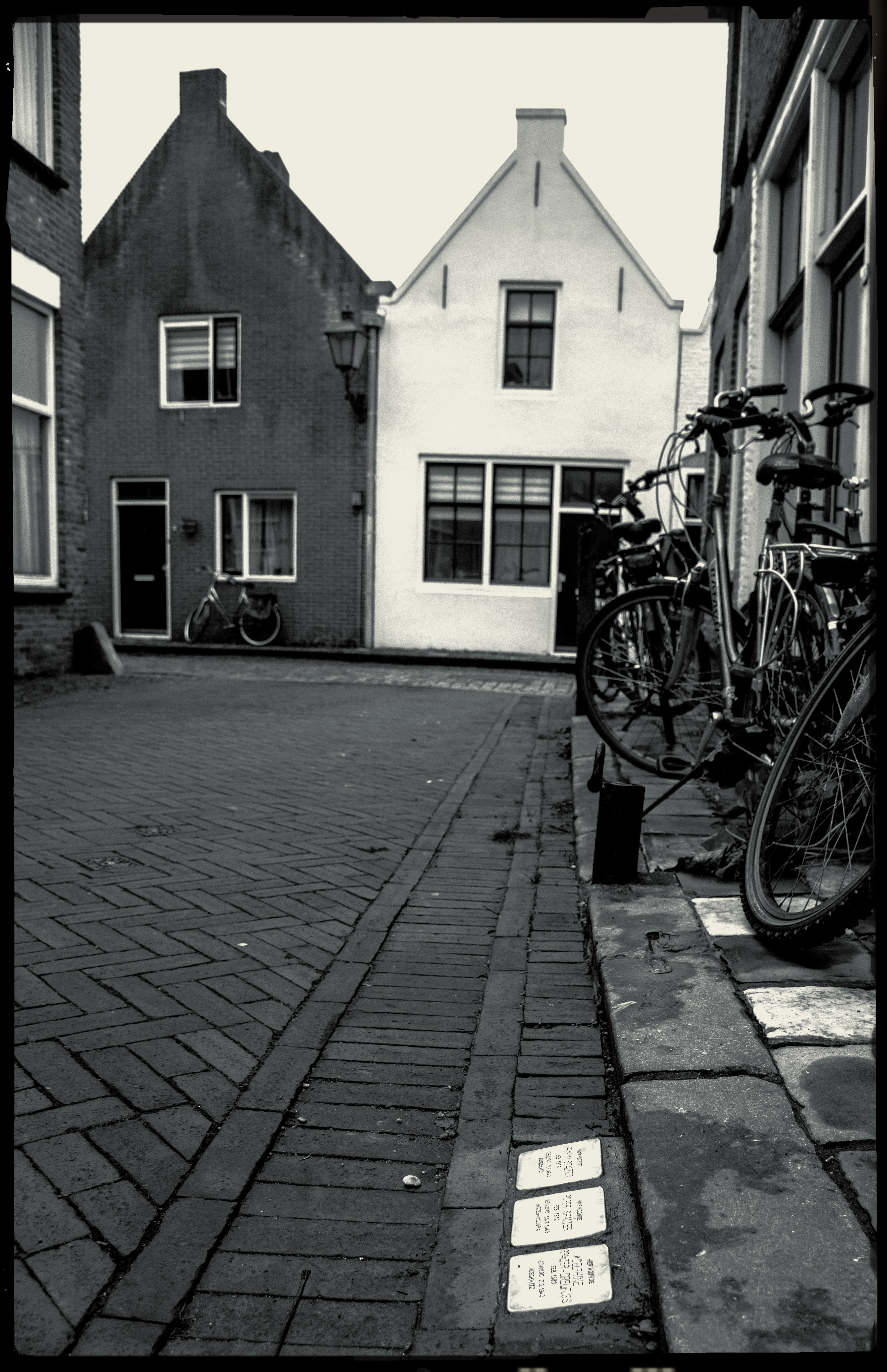
Stolpersteine in Zierikzee

Die Liste der Stolpersteine auf Schouwen-Duiveland umfasst die Stolpersteine, die vom deutschen Künstler Gunter Demnig auf der Insel Schouwen-Duiveland verlegt wurden, gelegen in der niederländischen Provinz Zeeland. Stolpersteine sind Opfern des Nationalsozialismus gewidmet, all jenen, die vom NS-Regime drangsaliert, deportiert, ermordet, in die Emigration oder in den Suizid getrieben wurden. Demnig verlegt für jedes Opfer einen eigenen Stein, im Regelfall vor dem letzten selbst gewählten Wohnsitz.

## Verlegte Stolpersteine

### Burgh-Haamstede
In der Ortschaft Burgh-Haamstede wurde bislang ein Stolperstein verlegt.
| Stolperstein | Übersetzung                                                  | Verlegort                      | Name, Leben |
| ------------ | ------------------------------------------------------------ | ------------------------------ | ----------- |
|              | HIER WOHNTE IRMA JACOBS GEB. 1895 ERMORDET 23.4.1943 SOBIBOR | Burgh-Haamstede, Burghseweg 84 | Irma Jacobs |

### Zierikzee
In der Stadt Zierikzee wurde bislang 22 Stolpersteine an acht Adressen verlegt.
| Stolperstein | Übersetzung                                                                   | Verlegort                                   | Name, Leben                  |
| ------------ | ----------------------------------------------------------------------------- | ------------------------------------------- | ---------------------------- |
|              | HIER WOHNTE ABRAHAM SAMUEL FRENK GEB. 1883 ERMORDET 7.9.1942 AUSCHWITZ        | Zierikzee, Sint Domusstraat 19              | Abraham Samuel Frenk         |
|              | HIER WOHNTE BETJE FRENK GEB. 1859 ERMORDET 23.4.1943 SOBIBOR                  | Zierikzee, Maarstraat 15                    | Betje Frenk                  |
|              | HIER WOHNTE WILHELMINA FRENK-LABZOWSKI GEB. 1897 ERMORDET 24.9.1943 AUSCHWITZ | Zierikzee, Lange Nobelstraat 10 (toen A169) | Wilhelmina Frenk-Labzowskik  |
|              | HIER WOHNTE BETSY LABZOWSKI GEB. 1920 ERMORDET 12.3.1945 RAGUHN               | Zierikzee, Havenpark 5                      | Betsy Labzowski              |
|              | HIER WOHNTE ROSA LABZOWSKI GEB. 1922 ERMORDET 3.9.1943 AUSCHWITZ              | Zierikzee, Havenpark 5                      | Rosa Labzowski               |
|              | HIER WOHNTE LAURA LABZOWSKI-HEUMANN GEB. 1894 ERMORDET 5.3.1943 SOBIBOR       | Zierikzee, Havenpark 5                      | Laura Labzowski-Heuman       |
|              | HIER WOHNTE ABRAHAM SPALTER GEB. 1878 ERMORDET 7.9.1942 AUSCHWITZ             | Zierikzee, Korte Groendal 32                | Abraham Spalter              |
|              | HIER WOHNTE ROGER SPALTER GEB. 1912 ERMORDET 15.3.1945 MITTELEUROPA           | Zierikzee, Korte Groendal 32                | Roger Spalter                |
|              | HIER WOHNTE DELPHINE SPALTER-DREIFUSS GEB. 1883 ERMORDET 7.9.1942 AUSCHWITZ   | Zierikzee, Korte Groendal 32                | Delphine Spalter-Dreijfuss   |
|              | HIER WOHNTE FRITS LEO VAN DIJK GEB. 1935 ERMORDET 7.9.1942 AUSCHWITZ          | Zierikzee, Sint Domusstraat 17              | Frits Leo van Dijk           |
|              | HIER WOHNTE ISIDOR VAN DIJK GEB. 1925 ERMORDET 4.6.1943 SOBIBOR               | Zierikzee, Sint Domusstraat 17              | Isidor van Dijk              |
|              | HIER WOHNTE JACOB VAN DIJK GEB. 1896 ERMORDET 31.3.1944 MITTELEUROPA          | Zierikzee, Sint Domusstraat 17              | Jacob van Dijk               |
|              | HIER WOHNTE JOZEF VICTOR VAN DIJK GEB. 1930 ERMORDET 7.9.1942 AUSCHWITZ       | Zierikzee, Sint Domusstraat 17              | Jozef Victor van Dijk        |
|              | HIER WOHNTE ROSA VAN DIJK GEB. 1926 ERMORDET 7.9.1942 AUSCHWITZ               | Zierikzee, Sint Domusstraat 17              | Rosa van Dijk                |
|              | HIER WOHNTE SUSANNA VAN DIJK GEB. 1923 ERMORDET 7.9.1942 AUSCHWITZ            | Zierikzee, Sint Domusstraat 17              | Susanna van Dijk             |
|              | HIER WOHNTE GISELLA VAN DIJK-HEUMAN GEB. 1898 ERMORDET 7.9.1942 AUSCHWITZ     | Zierikzee, Sint Domusstraat 17              | Gisella van Dijk-Heuman      |
|              | HIER WOHNTE ABRAHAM WILKENS GEB. 1874 ERMORDET 5.2.1943 AUSCHWITZ             | Zierikzee, Breedstraat 10                   | Abraham Wilkens              |
|              | HIER WOHNTE ADOLPH ABRAHAM WILKENS GEB. 1914 ERMORDET 31.3.1944 POLEN         | Zierikzee, Breedstraat 10                   | Adolph Abraham Wilkens       |
|              | HIER WOHNTE BERTHA REGINA WILKENS GEB. 1936 ERMORDET 28.5.1943 SOBIBOR        | Zierikzee, Hofferstraat 38                  | Bertha Regina Wilkens        |
|              | HIER WOHNTE IZAAK ABRAHAM WILKENS GEB. 1905 ERMORDET 28.5.1943 SOBIBOR        | Zierikzee, Hofferstraat 38                  | Izaak Abraham Wilkens        |
|              | HIER WOHNTE SELMA WILKENS GEB. 1904 ERMORDET 2.7.1943 SOBIBOR                 | Zierikzee, Breedstraat 10                   | Selma Wilkens                |
|              | HIER WOHNTE ESTELLA LINA WILKENS-ISRAËLS GEB. 1907 ERMORDET 28.5.1943 SOBIBOR | Zierikzee, Hofferstraat 38                  | Estella Lina Wilkens-Israëls |

## Verlegedaten
- 7. Februar 2017